# 노바랜드 그룹
노바부동산투자그룹주식회사 또는 노바랜드(Novaland)는 베트남의 부동산 개발 회사이다.

## 같이 보기
- 빈그룹